# フェルナンド・ゴメス (ポルトガルのサッカー選手)
フェルナンド・メンデス・ソアレス・ゴメス（Fernando Mendes Soares Gomes、1956年11月22日 - 2022年11月26日）は、ポルトガル共和国ポルト出身の元同国代表サッカー選手。ポジションはFW。同じくポルトガル代表FWヌーノ・ゴメスのニックネームである「ゴメス」は、彼にちなんでつけられた。

## 経歴
1974年にFCポルトでデビュー。スーペル・リーガ2連覇などに貢献をする。1980年にスポルティング・デ・ヒホンへ移籍、2年後には再びFCポルトへと戻り、1989年まで同クラブでプレー。ポルトガル最優秀選手や2度のヨーロッパ・ゴールデンシューに選ばれた。チームとしても1986-87シーズンにUEFAチャンピオンズカップ、UEFAスーパーカップ、インターコンチネンタルカップなどの国際タイトルを獲得したほか、多くのタイトルを獲得した。その後、同じくポルトガルの強豪クラブであるスポルティングCPへ移籍し、2年後に引退した。
またポルトガル代表としても48試合に出場し、UEFA欧州選手権1984、1986 FIFAワールドカップにも招集された。

## 獲得タイトル

### クラブ
FCポルト
- スーペル・リーガ : 1977-78, 1978-79, 1984-85, 1985-86, 1987-88
- ポルトガル・カップ : 1976-77, 1983-84, 1987-88
- ポルトガル・スーパーカップ : 1983, 1984, 1986
- UEFAチャンピオンズカップ : 1986-87
- UEFAスーパーカップ : 1987
- インターコンチネンタルカップ : 1987

### 個人
- スーペル・リーガ得点王 : 1976-77, 1977-78, 1978-79, 1982-83, 1983-84, 1984-85[3]
- ポルトガル年間最優秀選手賞 : 1983
- ヨーロッパ・ゴールデンシュー : 1982-83, 1984-85[4]